# Anís Sagarra
Anís Sagarra es el nombre de una variedad cultivar de manzano (Malus domestica) Está cultivada en la colección del Banco de Germoplasma del manzano de la Universidad Pública de Navarra con el Nº BGM014, ejemplares procedentes de esquejes localizados en Lecároz localidad de  Baztán, Navarra.

## Sinónimos
- "Manzana Anís",[7][8]
- "Manzana Anís Sagarra".[9][10]

## Características
El manzano de la variedad 'Anís Sagarra' tiene un vigor medio. El árbol tiene tamaño medio y porte erecto, con tendencia a ramificar media, con hábitos de fructificación en ramos cortos y largos; ramos con pubescencia muy fuerte; presencia de lenticelas muy escasa; grosor de los ramos medio; longitud de los entrenudos media.
Las flores son de un tamaño medio; con la disposición de los pétalos libres; color de la flor cerrada rosa claro, y el color de la flor abierta 
blanco; longitud de estilo / estambres más cortos; punto de soldadura del estilo cerca de la base; Época de floración precoz, con una duración de la floración media. Incompatibilidad de alelos S1 S?.
Las hojas tienen una longitud del limbo de tamaño medio, con color verde, pubescencia presente, con la superficie poco brillante. Forma del limbo es ovalado, forma del ápice achatado, forma de los dientes serrados, y la forma de la base del limbo redondeado. Plegamiento del limbo plegado, con porte erguido; estípulas filiformes; longitud del pecíolo medio.
La variedad de manzana 'Anís Sagarra' tiene un fruto de tamaño grande, de forma cónica globosa; con color de fondo verde blanquecino, con sobre color de importancia bicolor, color del sobre color rojo, reparto del sobre color en estrías, y una sensibilidad al "russeting" (pardeamiento áspero superficial que presentan algunas variedades) débil; con una elevación del pedúnculo no sobresale, grosor de pedúnculo fino, longitud del pedúnculo medio, anchura de la cavidad peduncular es media, profundidad cavidad pedúncular grande, importancia del "russeting" en cavidad peduncular fuerte; anchura de la cavidad calicina es grande, profundidad de la cavidad  calicina es grande, importancia del "russeting" en cavidad calicina débil; apertura de los lóbulos carpelares abiertos; apertura del ojo cerrado; color de la carne blanca; acidez media, azúcar medio, y firmeza de la carne media.
Época de maduración y recolección media. Se usa como manzana de elaboración de sidra.

## Susceptibilidades
- Oidio: ataque medio
- Moteado: ataque débil
- Fuego bacteriano: ataque medio
- Carpocapsa: ataque fuerte
- Pulgón verde: ataque fuerte
- Araña roja: ataque medio[4][13]